# Robert Steiner
Robert Steiner (ur. 20 czerwca 1973 w Finspång) – szwedzki piłkarz występujący na pozycji napastnika.

## Kariera klubowa
Steiner rozpoczął karierę w 1993 w czwartoligowej drużynie IF Sylvia, z którą awansował w tamtym roku do trzeciej ligi. W 1995 przeszedł do pierwszoligowego IFK Norrköping. W Allsvenskan zadebiutował 10 kwietnia 1995 w przegranym 1:2 meczu z Örgryte IS, zaś 20 czerwca 1995 w zremisowanym 2:2 pojedynku z AIK Fotboll strzelił swojego pierwszego gola w tych rozgrywkach.
W październiku 1996 został wypożyczony do angielskiego Bradford City, grającego w Division One. Swoje pierwsze spotkanie w tej lidze rozegrał 2 listopada 1996 przeciwko Oldham Athletic (0:3), a już w drugim meczu, 8 listopada 1996 przeciwko Huddersfield Town (3:3) zdobył swoją debiutancką bramkę. W marcu 1997 wrócił do Norrköping i wystąpił w jego barwach w jeszcze sześciu ligowych meczach. Następnie dołączył do Bradford na zasadzie transferu definitywnego i rozegrał tam sezon 1997/1998. W następnym był wypożyczany do Queens Park Rangers (Division One) oraz Walsall (Division Two).
W 1999 odszedł z Bradford do Queens Park Rangers i spędził tam sezon 1999/2000, po czym zakończył karierę.

## Statystyki ligowe
| Rozgrywki    | Poziom | Kraj    | Mecze | Gole |
| ------------ | ------ | ------- | ----- | ---- |
| Allsvenskan  | I      | Szwecja | 47    | 15   |
| Division 2   | III    | Szwecja | 22    | 13   |
| Division One | II     | Anglia  | 88    | 23   |
| Division Two | III    | Anglia  | 10    | 3    |

## Kariera reprezentacyjna
W reprezentacji Szwecji wystąpił dwa razy. Zadebiutował 11 lutego 1997 w zremisowanym 0:0 towarzyskim meczu z Tajlandią, a po raz drugi zagrał pięć dni później w wygranym 3:1 pojedynku z tym samym rywalem i zdobył wówczas gola.